# Sistema excretor
Designa-se como sistema excretor qualquer conjunto de órgãos que eliminem o que o corpo não necessita, num organismo, é responsável pela filtragem do sangue, regulação do teor de água e sais minerais e eliminação de resíduos nitrogenados formados durante o metabolismo celular. No ser humano podemos considerar como sistemas excretores o sistema urinário (onde é produzida a urina) e a pele (que produz suor através das glândulas sudoríparas). O sistema respiratório, ao eliminar dióxido de carbono, que é um dos principais resíduos da respiração celular, é por vezes, também incluído neste grupo por alguns autores (ainda que, na verdade, não seja responsável pela produção de uma "excreção" no sentido próprio da palavra).
A sua função é eliminar as substâncias que estão em excesso, chamado de equilíbrio dinâmico, que é fundamental para o bom funcionamento da célula com o meio externo.

## Conceitos básicos
- Diálise do sangue: do sangue pelo rim;
- Diurese: processo de formação da urina;
- Micção: ato de urinar;
- Substância diurética: Aumenta a formação da urina;
- Cálculo renal: pedras nos rins ou ureter, causada pela má alimentação e a falta de água. Trata-se com medicamentos ou ultrassom.
- Infecção urinária (cistite): ardência na micção. Lesões na uretra.

### Componentes dosistema urináriohumano

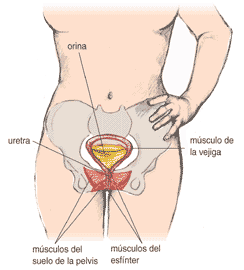
Partes da bexiga urinária.

- Néfron - Unidade funcional dos rins;

- Etapas da atividade renal em cada néfron:
- O filtrado glomerular passa para o túbulo contorcido proximal, ocorrendo transporte ativo de sódio de volta para o sangue. Processo este estimulado pelo hormônio chamado aldosterona (das supra-renais).
- Na alça de Henle, há reabsorção de água, e a urina primária torna-se mais concentrada. Este é o local de maior reabsorção de água.
- No túbulo contorcido distal volta a acontecer o transporte ativo, com reabsorção de glicose e aminoácidos. Mas neste local também há reabsorção passiva de água, estimulada pelo ADH (hormônio antidiurético).
- O líquido que chega nos tubos coletores já não contém mais aminoácidos, glicose ou vitaminas, o seu teor de água é relativamente pequeno, e ele já pode ser considerado urina.
- Substâncias reabsorvidas: água, glicose, eletrólitos, aminoácidos, vitaminas;
- Substâncias excretadas: água, ureia, ácido úrico, amônia, creatinina, resíduos metabólicos; controle hormonal da diurese: ADH - Hormônio Anti-Diurético;
- Produzida pelo hipotálamo e libertada pela hipófise (glândula do cérebro que produz e armazena hormônios);
- Atua no néfron aumentando a reabsorção, e portanto diminuindo a diurese.

Observação: O álcool inibe a produção de ADH, aumentando assim a diurese.
Diabetes insípida :
- Diminui a produção do ADH;
- Poliúrica;
- Desidratação intensa;
- Sede excessiva;

Excreção nos animais:
- Difusão Direta: Invertebrados inferiores, com exceção dos platelmintos que possuem célula-flama, especializada na excreção. Os anelídeos possuem nefrídias e os insetos fazem sua excreção através dos túbulos de Malpighi;
- Rins: Todos os vertebrados fazem excreção através dos rins;
- Pronefros: Próximos à cabeça, estão tubos em nefróstoma, presentes nos ciclóstomos;
- Mesonefros: Região média do corpo, tubos com nefróstoma e glomérulos. Como nos peixes e anfíbios;
- Metanefros: Região posterior do corpo, apenas com glomérulos. Répteis, aves e mamíferos.

## Catabólitos
- Amônia: Excretada por animais aquáticos, muito solúvel em água e muito tóxica, por isso deve ser diluída em alto volume de água. Chamados de amoniotélicos.
- Ureia: Excretada por animais terrestres não ovíparos (anfíbios e mamíferos), menos tóxica que a amônia. O que representa uma economia hídrica. Chamados de ureotélicos.
- Ácido úrico: O menos tóxico dos três, e também o menos solúvel em água. Excretado por insetos e vertebrados ovíparos terrestres (maioria dos répteis e aves). Chamados de uricotélicos.

## Galeria

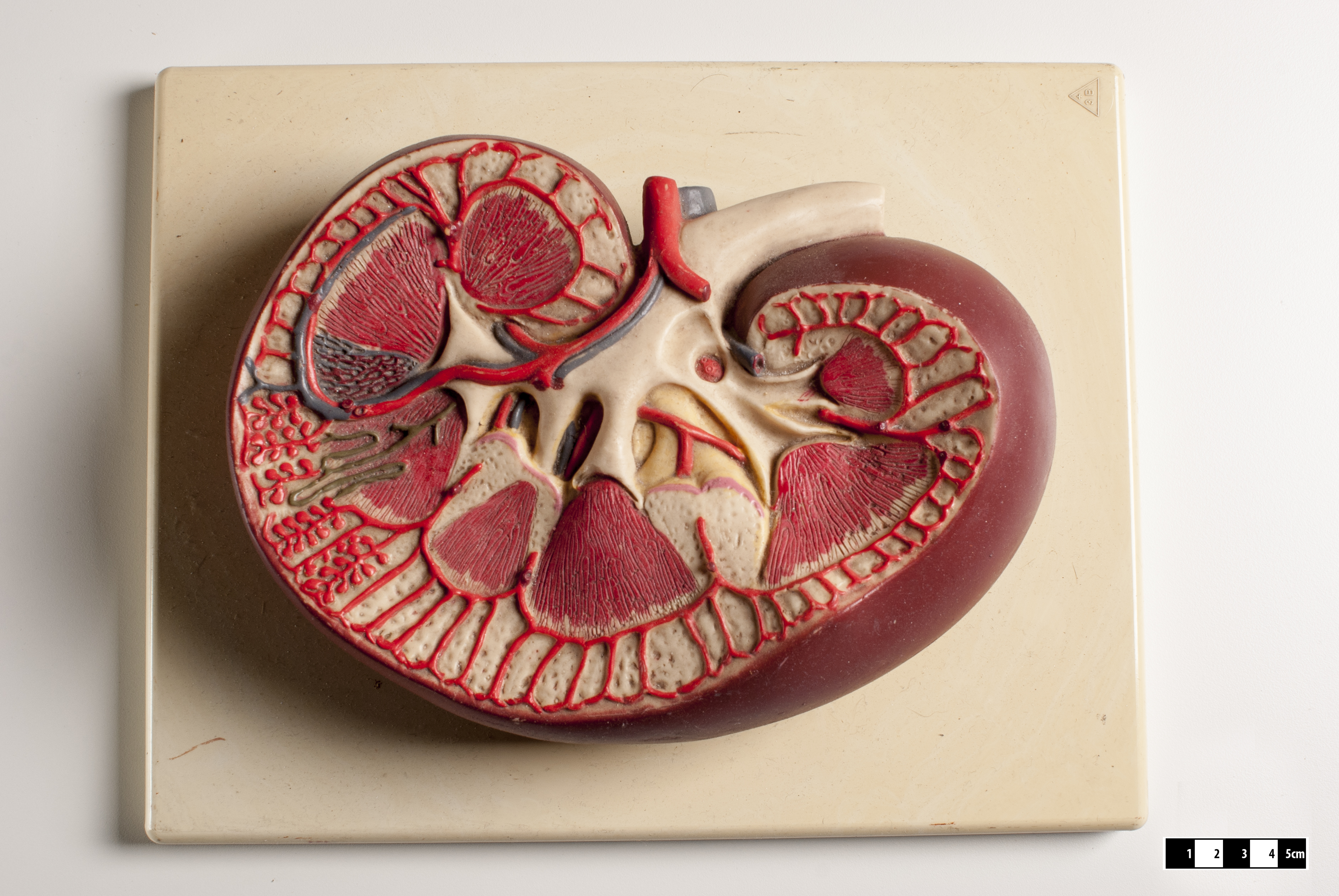
Modelo diático do rim de mamíferos.
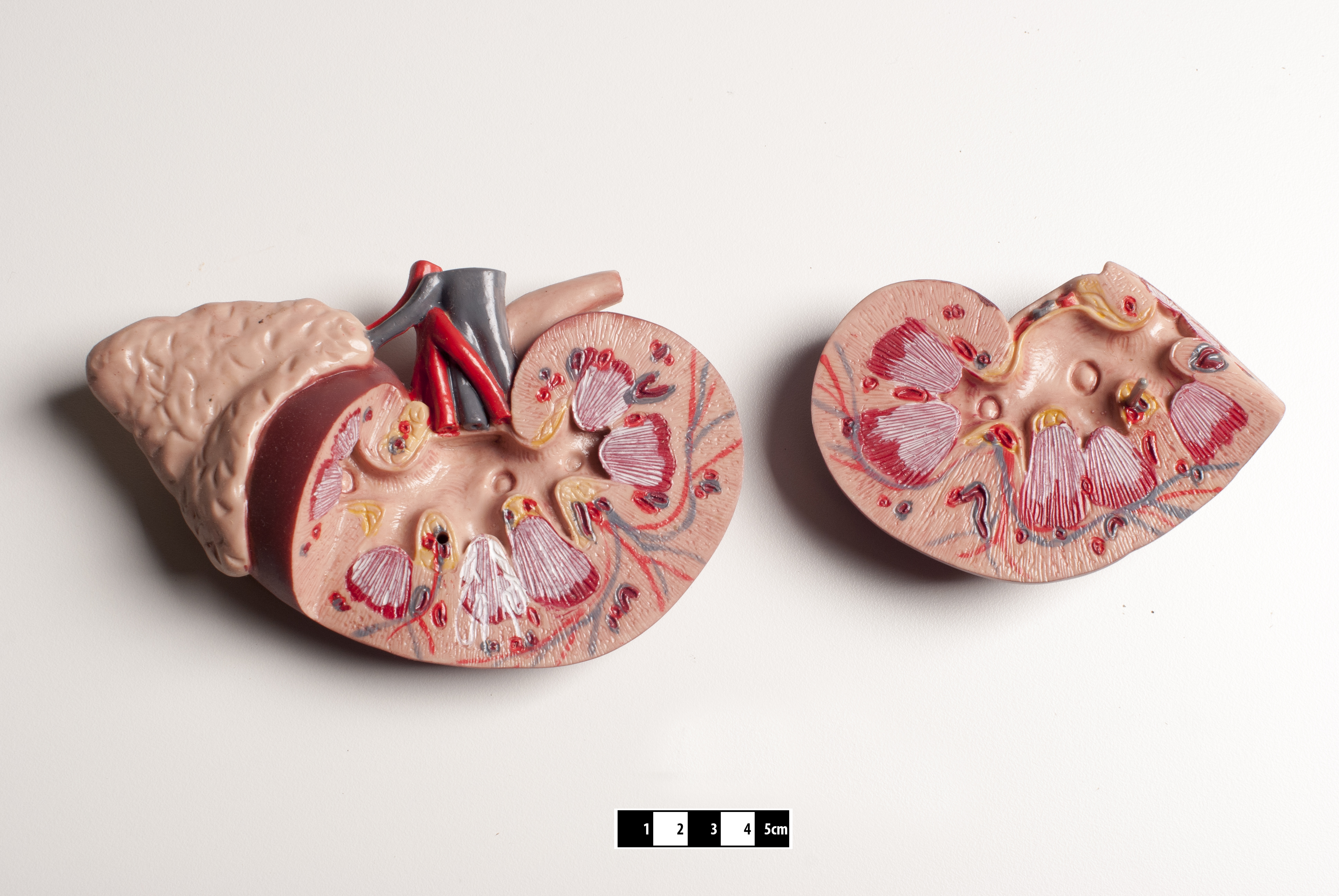
Modelo diático do rim e glândula adrenal de mamíferos.
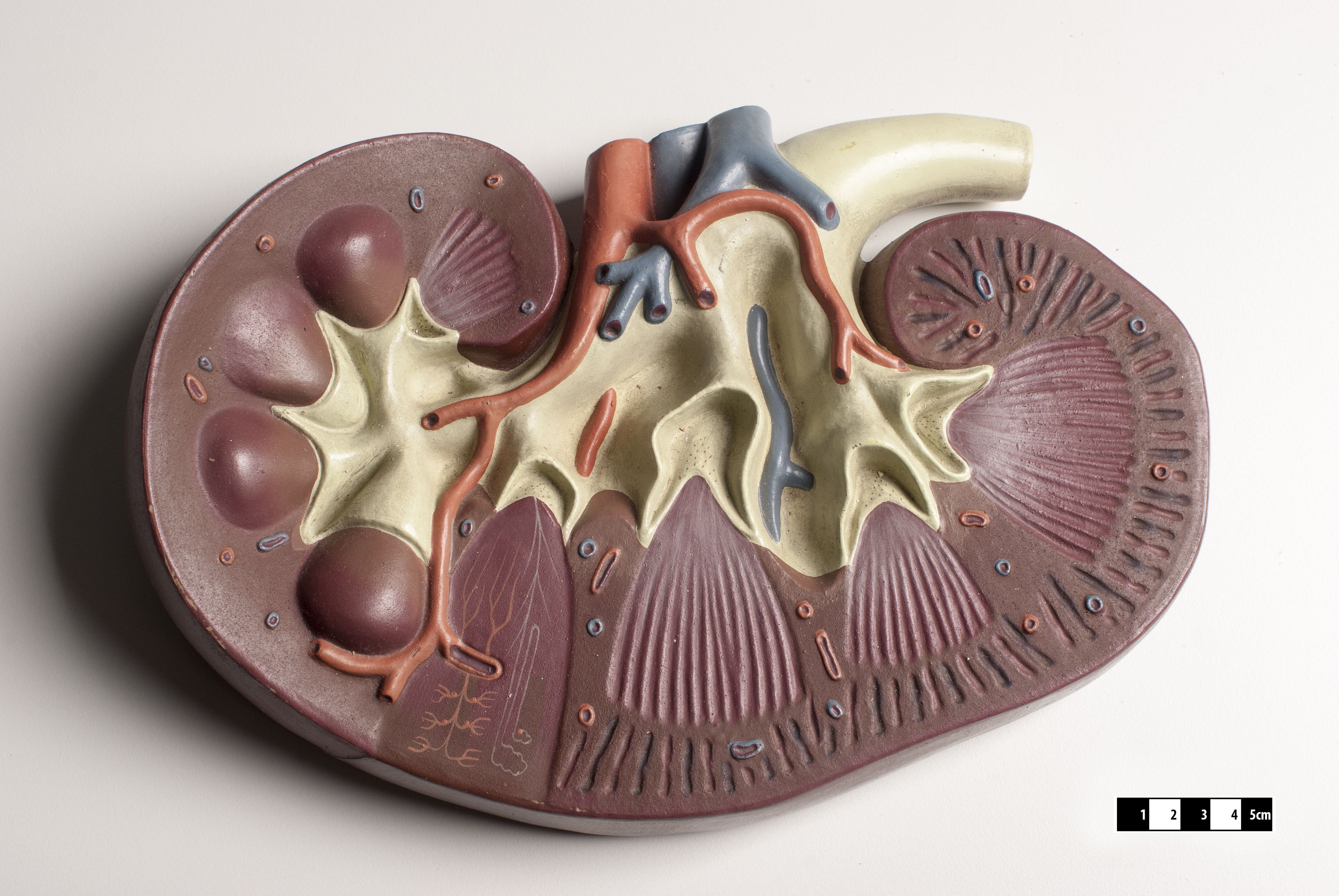
Modelo diático do rim de mamíferos.